# Kultur1
Kultur1 är ett kulturnätverk för konst och kultur på Internet som grundades 2005 av  Hans Alexander Gerlanius, I Kultur1 ingår Svenska konstnärer, en samlingssida för konstutställningar och gallerier på internet där svenska konstnärer visar offentlig konst och konst till salu, samt det konstnärsbiografiska Lexikonett Amanda.
Styrelseordförande för Kultur1 AB är Hans Alexander Gerlanius.